# McFit
McFit est une entreprise allemande spécialisée dans le fitness, comptant plus de 250 salles à travers l'Allemagne, l'Autriche, l'Italie et l'Espagne.

## Histoire
McFit est fondé en 1996 par Rainer Schaller. Dans les années 1990, il a l'idée d'ouvrir une salle de sport discount, l'objectif étant de rendre le fitness accessible à tout le monde avec une faible cotisation mensuelle. Le premier studio McFit ouvre ses portes en 1997 avec le message publicitaire « Maintenant aussi à Wurtzbourg » (« Jetzt auch in Würzburg ») dans la ville universitaire franconienne, dans un hall industriel réaménagé sur une surface d'environ 700 m2. Dans les années qui suivent, d'autres filiales voient le jour dans la région de la Ruhr et à Berlin. En 2006, avec près d'un demi-million de membres, McFit devient la chaîne de centres de fitness la plus importante d'Allemagne. 
En 2007, outre le siège statutaire à Schlüsselfeld, un autre siège social est fondé à Berlin, où se concentrent le marketing, les relations publiques, la création et la conception des entraînements. La même année, McFit rachète son principal concurrent, Fit24, en Allemagne. En 2008, la 100e salle d'Allemagne s'ouvre à Munich et les frères Wladimir et Vitali Klitschko font de la publicité pour McFit pendant une période de cinq ans. Le sponsoring de formats télévisés et de manifestations sportives permet à McFit de se faire connaître du grand public. À partir de 2009, des entrées nationales suivent en Autriche, en Italie et en Espagne.